# Coupe des Pays-Bas de football 1943-1944
Navigation
Édition précédente Édition suivante
La Coupe des Pays-Bas de football 1943-1944, nommée la KNVB beker, est la 36e édition de la Coupe des Pays-Bas.

## Finale
La finale se joue le 11 juin 1944 au Sportpark Aalsterweg à Eindhoven. Le Willem II Tilburg bat le RKSV Groene Ster (nl) 9 à 2. Tilburg remporte son premier titre.